# The Journal of American History

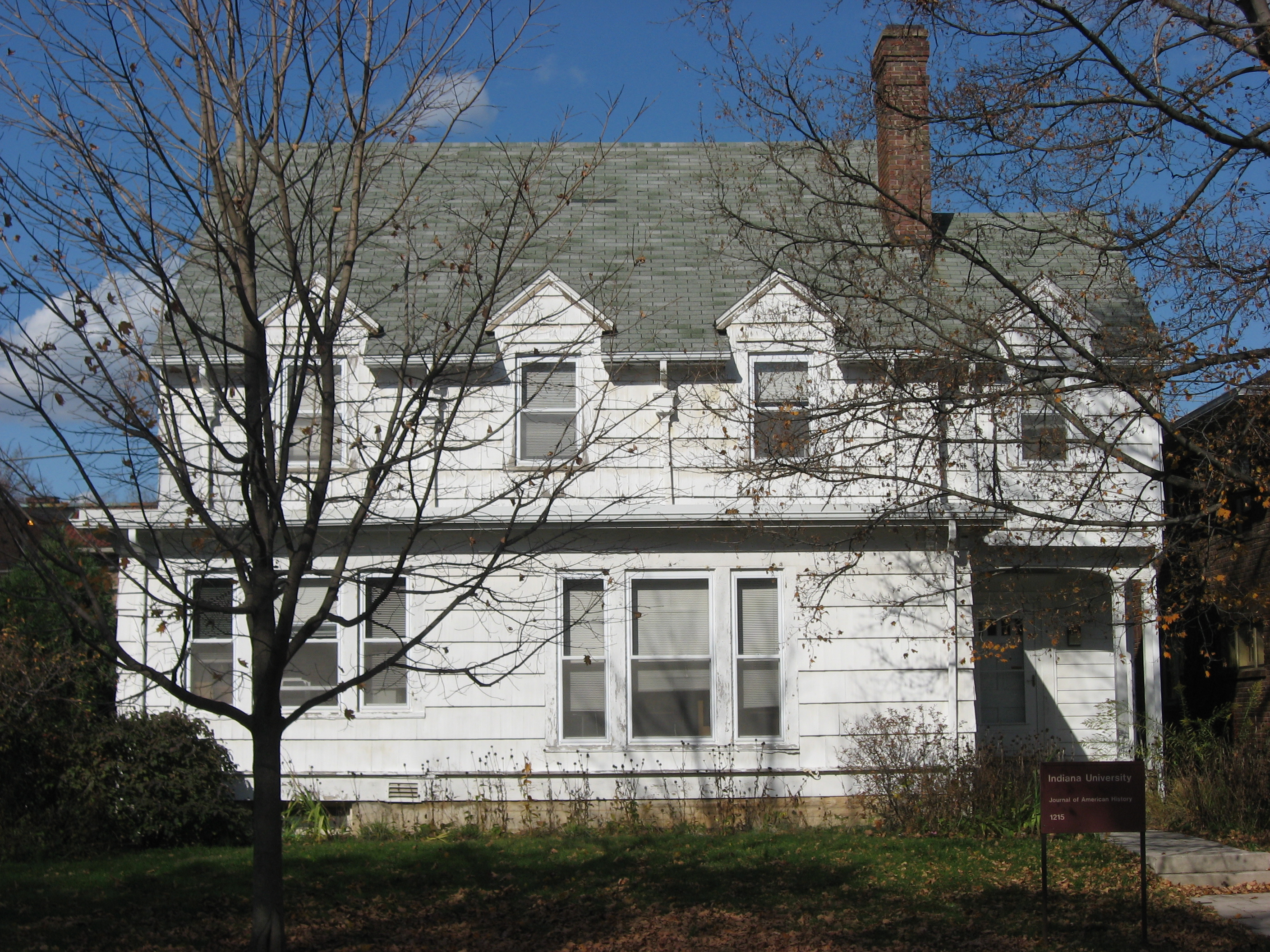
Офис редакции в Блумингтоне (штат Индиана)

The Journal of American History (в переводе с англ. — «Журнал американской истории») — официальный академический журнал Организации американских историков, посвящённый истории США. Был основан в 1914 году как Mississippi Valley Historical Review (в переводе с англ. — «Историческое обозрение Долины Миссисипи»), официальный журнал Исторической ассоциации Долины Миссисипи. Современное название журнал получил в 1964 году, после публикации пятидесятого тома.
Штаб-квартира журнала находится в Блумингтоне (штат Индиана), где он тесно связан с историческим факультетом Индианского университета. Публикуется ежеквартально, в марте, июне, сентябре и декабре.

## История
В 1908 году в городе Блумингтоне было начато издание журнала «Труды Исторической ассоциации Долины Миссисипи» (англ. Proceedings of the Mississippi Valley Historical Association). В 1914 году Историческая ассоциация Долины Миссисипи, занимающаяся изучением региона долины реки Миссисипи, на базе «Трудов» начало ежеквартально публиковать свой официальный журнал, названный «Историческое обозрение Долины Миссисипи» (англ. Mississippi Valley Historical Review). Со временем, научный акцент организации и её журнала изменились, первоначальный акцент на истории Долины Миссисипи стал вызывать недовольство со стороны новых членов, которые хотели более широкой сферы охвата и изменения названия ассоциации и журнала с выходом на национальный уровень. Реформаторы добились успеха в голосовании по почте, и в 1964 году «Историческое обозрение Долины Миссисипи» было переименовано в «Журнал американской истории» (англ. The Journal of American History), а ассоциация, соответственно, была переименована в Организацию американских историков (англ. Organization of American Historians).
В 1963 году редакции «Исторического обозрения долины Миссисипи», предшественника «Журнала американской истории», переехала в Университет Индианы в Блумингтоне. Ранее редакция находилась в университете Тулейна (Луизиана).

## Список редакторов
Proceedings of the Mississippi Valley Historical Association
- 1908—1914 — Benjamin F. Shambaugh

### Mississippi Valley Historical Review
- 1914—1923 — Clarence W. Alvord
- 1923—1924 — Lester B. Shippee
- 1924—1930 — Milo M. Quaife
- 1930—1941 — Arthur C. Cole
- 1941—1946 — Louis Pelzer
- 1946—1953 — Wendell H. Stephenson
- 1953—1963 — William C. Binkley
- 1963—1964 — Oscar O. Winther

### The Journal of American History
- 1964—1966 — Oscar O. Winther
- 1966—1978 — Martin Ridge
- 1978—1984 — Lewis Perry
- 1984—1985 — Paul Lucas
- 1985—1999 — David Thelen
- 1999—2004 — Joanne Meyerowitz
- 2004—2005 — David Nord
- 2005—2016 — Edward T. Linenthal
- 2017—н. в. — Benjamin H. Irvin